# Argiope coquereli
Argiope coquereli är en spindelart som först beskrevs av Vinson 1863.  Argiope coquereli ingår i släktet Argiope och familjen hjulspindlar. Inga underarter finns listade i Catalogue of Life.